# Bristol F.2 Fighter
El Bristol F.2 Fighter fue un biplano biplaza de caza y de reconocimiento británico de la Primera Guerra Mundial, utilizado por el Real Cuerpo Aéreo. Es llamado frecuentemente Bristol Fighter (Caza Bristol), o popularmente como Brisfit o Biff. A pesar de ser un biplaza, el F.2B demostró ser un ágil avión capaz de enfrentarse contra los exploradores monoplazas, incluidos los propios. Habiendo superado un desastroso inicio en su carrera, el sólido diseño del F.2B aseguró que permaneciera en el servicio militar hasta los años treinta, y el excedente de la producción fue muy popular en la aviación civil.

## Diseño y desarrollo
El diseño básico del caza Bristol se originó en estudios de diseño desarrollados por Frank Barnwell en marzo de 1916, para competir contra aeronaves del mismo tipo conocidas, como el R.E.8 y el F.K.8: el R.2A (Type 9) con motor Beardmore de 160 hp y el R.2B (Type 9A), propulsado por un motor Hispano Suiza de 150 hp. Antes que cualquiera de los dos modelos fuera construido, el diseño fue alterado para albergar al nuevo motor lineal Rolls-Royce Falcon I de 142 kW (190 hp). Este, el F.2A (Type 12) era un diseño más compacto, desarrollado a partir de la puesta en escena de un caza biplaza, a diferencia de los primeros estudios de diseño que fueron construidos, y voló por vez primera el 9 de septiembre de 1916. El F.2A estaba armado en la manera que había sido concebida como estándar para un biplaza británico, con una ametralladora Vickers sincronizada, fija, de fuego frontal de 7,7 mm y una Lewis del mismo calibre montada sobre un anillo Scarff en la cabina trasera del observador.
Sólo 52 unidades del F.2A fueron terminadas antes de que la producción del avión se cambiara al que sería el modelo definitivo del Bristol Fighter, el Bristol F.2B (Type 14), que realizaría su primer vuelo el 25 de octubre de 1916. Los aproximadamente primeros 150 aviones estaban propulsados por motores Falcon I o Falcon II, pero los restantes fueron equipados con el motor Falcon III de 205 kW (275 hp) y podían alcanzar una velocidad máxima de 198 km/h. El F.2B era alrededor de 16 km/h más rápido que el F.2A, y era tres minutos más veloz en alcanzar los 3000 m (10 000 pies). Una segunda ametralladora Lewis era frecuentemente añadida a la cabina posterior.
Los motores Rolls Royce de todos los tipos se encontraban en un déficit crónico de abastecimiento durante este periodo, y los motores Falcon no fueron la excepción. Se hicieron planes para hacer del Bristol Fighter el biplaza estándar británico, reemplazando a los R.E.8 y F.K.8, pero estos planes sucumbieron frente a la falta de abastecimiento de motores; simplemente no había suficientes motores Falcon disponibles. Los esfuerzos para encontrar una planta motriz disponible que fuese lo suficientemente potente y fiable, finalmente fracasaron.
El Type 15 fue acondicionado con un motor de pistón V8 Sunbeam Arab de 149 kW (200 hp). Este motor padecía de vibración crónica y el "Arab Bristol" nunca fue una combinación viable, a pesar de su prolongado estudio y desarrollo. Unos pocos Bristol propulsados por Arab estuvieron en el frente en momentos muy tardíos del conflicto, pero la mayoría de los escuadrones de reconocimiento tuvieron que seguir al pie del cañón con los modelos R.E.8 y F.K.8 hasta el fin de las hostilidades.
El Type 16 fue acondicionado con un motor de pistón Hispano-Suiza de 149 kW (200 hp). Este cambio funcionó mejor que con el Arab, pero la disponibilidad de los motores Hispano-Suiza no era mejor que la de los Falcon, y los que estaban disponibles fueron solicitados para el S.E.5a y para el  Dolphin. La versión del Hispano-Suiza de 300 hp, sugerida para el Type 17, no estuvo disponible en número suficiente antes del final de la guerra.
Otros motores probados o sugeridos para el F.2B fueron el RAF 4d de 200 hp, el Wolseley Viper de 180 hp y el Armstrong Siddeley Puma de 230 hp.
El F.2C (Type 22) fue una versión propuesta adaptada para un motor radial o rotativo; ya fueran los radiales Salmson de 200 hp o ABC Dragonfly de 224 kW (300 hp) (Type 22A), o el rotativo Bentley B.R.2 de 172 kW (230 hp) (Type 22B).
La División de Ingeniería del Ejército de los Estados Unidos tenía planes para desarrollar y construir una versión estadounidense del Bristol Fighter, pero los esfuerzos para comenzar la producción se fueron a pique con la errada decisión de propulsar dicho modelo con el motor Liberty L-12, un motor completamente inadecuado para el Bristol, dado que era por muy pesado y voluminoso. La aeronave resultante tenía un morro muy pesado, llegando sólo a construirse 27 de los 2000 planeados. Los esfuerzos para cambiar el motor del American Bristol Fighter al más adecuado motor Liberty 8 o al motor Hispano-Suiza de 300 hp iban y venían en contra de problemas técnicos, así como de problemas políticos. Finalmente se llegó a construir uno de cada uno, el propulsado por el Hispano-Suiza (Engineering Division USB-1A) y el propulsado por el Liberty L-8 (Engineering Division USB-1B). Se fabricaron cantidades limitadas de aeronaves designadas XB-1 y luego XB-1A (con motores Hispano o Wright) después de la guerra.
Los desarrollos de posguerra del F.2B incluyeron al F.2B Mk II (Type 14), un biplano biplaza ideado para realizar operaciones conjuntas con el ejército, acondicionado con equipo para clima desértico y un sistema de refrigeración para clima tropical, que volaría por vez primera en  diciembre de 1919. Se construyeron 435 unidades. El Fighter Mk III (Type 96) y el Fighter Mk VI (Type 96A) eran aeronaves reforzadas estructuralmente, de las que 50 fueron construidas entre 1926-1927.

## Historia Operacional

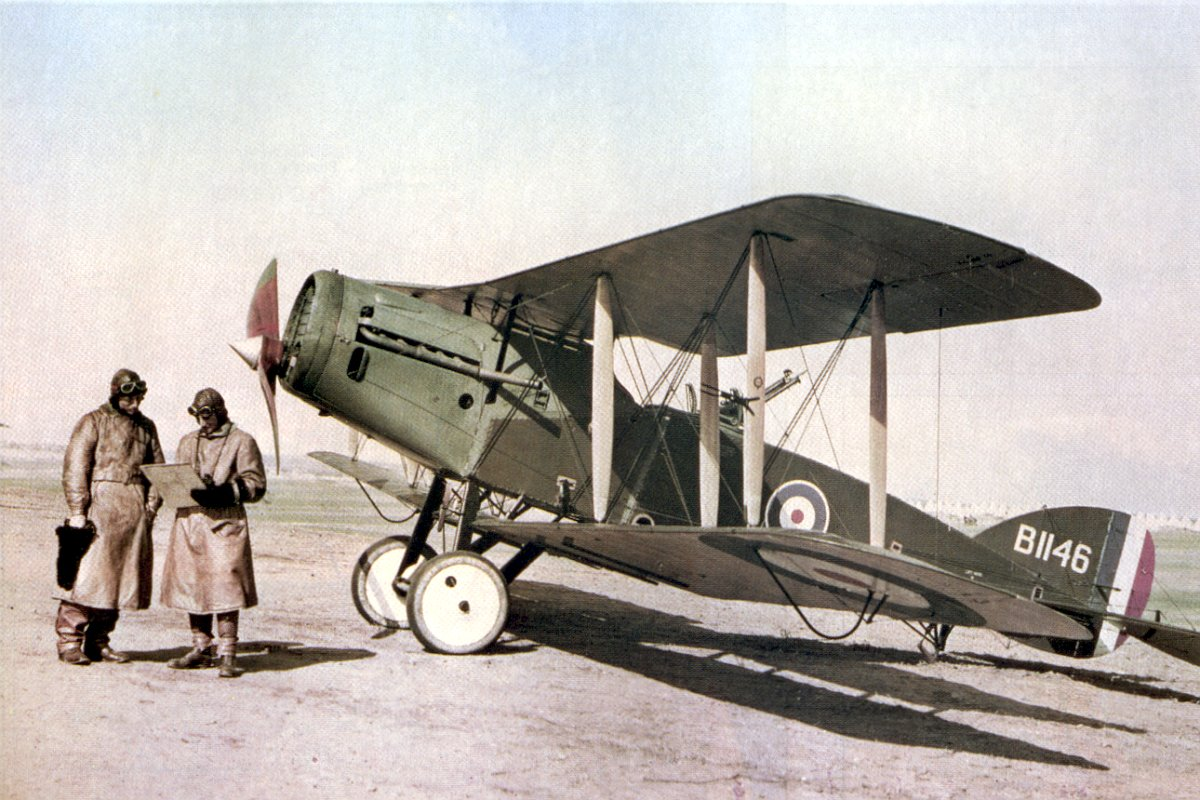
Un Bristol F.2B Fighter del Escuadrón No. 1, Australian Flying Corps, en Palestina, febrero de 1918.

Cuando fueron inicialmente desplegados, las tripulaciones fueron instruidas para mantener la formación y utilizar el fuego cruzado de las armas del observador al encontrarse con alguna amenaza de los cazas enemigos. Este era el procedimiento estándar en ese momento, y funcionó bien para modelos de aviones como el F.E.2b. Para el Bristol, estas tácticas fueron erradas y no resistieron el primer contacto con el enemigo. El F.2A arribó al Frente Occidental en abril de 1917, cuando los británicos lanzaban la Batalla de Arras. La primera patrulla de seis aeronaves F.2A del Escuadrón n.º 48 del RFC, dirigidas por el acreedor de la Cruz Victoria William Leefe Robinson, se topó con cinco Albatros D.III del Jasta 11, liderados por Manfred von Richthofen. Cuatro de los seis F.2A fueron abatidos, incluyendo a Robinson, que fue capturado; y un quinto quedó seriamente dañado.
Tácticas más flexibles y agresivas probaron pronto que el nuevo Bristol era ni mucho menos tan inefectivo en combate aéreo como su primer encuentro con el enemigo pareció indicar. De hecho, a la larga se encontró que el modelo era lo suficientemente rápido y maniobrable para ser volado en combate más o menos como un monoplaza de caza; siendo la ametralladora delantera y fija la principal arma del piloto, con la ametralladora flexible del observador sirviendo como un bonus, el llamado "aguijón de cola". Volado de esta manera, el Bristol Fighter era un oponente formidable para cualquier caza monoplaza alemán.
En septiembre y octubre de 1917, se encargaron 1600 F.2B y para finales de la Primera Guerra Mundial, la RAF tenía 1583 F.2B operativos. Finalmente, se construyeron un total de 5329 aeronaves, principalmente por la fábrica Bristol, pero también por otras compañías como Standard Motors, Armstrong Whitworth y hasta por la Cunard Steamship Company (una compañía especializada en la fabricación de botes). Después de la guerra, los F.2B continuaron realizando operaciones conjuntas con el ejército y cometidos de bombardeo ligero a lo largo del extenso territorio del Imperio Británico, en particular en Oriente Medio, India y China. El F.2B también sirvió con la Fuerza Aérea Permanente de Nueva Zelanda y con la RAAF (Real Fuerza Aérea Australiana), así como con las  fuerza aéreas de Bélgica, Canadá, Irlanda, Grecia, México, Noruega, Perú, España (que lo utilizó ampliamente en la guerra de Marruecos) y Suecia. No fue hasta 1932 en que el F.2B fue finalmente retirado del servicio activo en la RAF; siendo su última unidad operativa el Escuadrón n.º 20 de la RAF, estacionado en la India. El modelo estuvo operativo unos tres años más en el servicio neozelandés.

### Polonia
En 1920, Polonia adquirió 107 Bristol Fighter, llegando así a convertirse en el segundo mayor operador de este modelo (105 de ellos con el motor Hispano-Suiza de 300 hp, 2 con el motor R-R Falcon III). Cuarenta fueron utilizados durante la Guerra Polaco-Soviética, entre otras en la Batalla de Varsovia, como aeronave de reconocimiento y ataque a tierra; el resto se hizo operacional después de las hostilidades. Dos aeronaves fueron derribadas, una fue capturada por los soviéticos y muchas otras se perdieron en accidentes aéreos. Finalmente, muchas sirvieron en Polonia en tareas de reconocimiento y entrenamiento hasta 1932.

### Honduras
Adquirido durante la presidencia de Rafael López Gutiérrez, que tenía la idea de organizar una Fuerza Aérea, además contrató al Capitán Dean Lamb, un mercenario norteamericano que había luchado en la revolución del General Pancho Villa en México, para que lo pilotara.
El Bristol, que contaba con una modificación del motor (un Hispano-Suiza en lugar del Rolls-Royce Falcon III) y un radiador de forma cuadrada en el morro, fue transportado en barco y ensamblado en San Pedro Sula, y se le matriculó con la denominación H-9. En San Pedro Sula voló por primera vez, despegando y aterrizando del campo "Marathon", seguidamente voló hacia Tegucigalpa, que sobrevoló, y aterrizó en "Los Llanos del Potrero", hoy Aeropuerto Internacional Toncontín, el 18 de abril de 1921. Después sobrevolaría la mayoría del territorio nacional, incluida Santa Rosa de Copán, y realizaría un vuelo internacional hacia la capital de El Salvador, el 15 de septiembre de 1921. El H-9 fue parte del contraataque contra las fuerzas revolucionarias en la Segunda guerra civil de Honduras o Revolución Reivindicatoria de 1924.

### Usos Civiles
La producción sobrante de F.2B fue modificada para su uso civil. El Bristol Tourer era un F.2B acondicionado con un motor Armstrong Siddeley Puma en lugar del motor Falcon y con la cabina del copiloto cerrada por una cúpula. El Tourer tenía una velocidad máxima de 206 km/h.
El Bristol M.R.1 es frecuentemente descrito como una "versión todo-metal del F.2B". De hecho, fue un diseño totalmente nuevo, aunque compartía las características de tener el fuselaje posicionado entre las dos alas. Dos prototipos fueron construidos, volando el primero el 23 de octubre de 1917, pero el M.R.1 nunca logró ser producido en serie.

## Operadores
Afganistán
- Fuerza Aérea Afgana: operó tres aeronaves desde 1919 y las retiró alrededor de 1929.

 Argentina
- Aviación Militar Argentina: el primer Bristol F.2B es donado por la casa matriz al Ejército Argentino el 22 de diciembre de 1920, otros son donados por particulares, asentándose en la base aérea de El Palomar. El 1 de diciembre de 1921, por medio del boletín Militar 6041, se adquieren nuevas unidades, llegando a un total de 16 operativas en El Palomar. En 1930, la recientemente creada Fábrica Militar de Aviación de Córdoba construye otros 6 ejemplares, mientras que en la propia base de El Palomar son fabricadas 6 unidades adicionales. En un principio, operaron con el Grupo 1 de Aviación, y a partir de 1926, sirvieron con el Grupo 3 de Observación. Para 1932, los supervivientes de los 40 (según varias fuentes) adquiridos, son dados de baja de la Fuerza Aérea. La cantidad coincide con la numeración existente en las aeronaves, según los escasos registros fotográficos. Otros informes dicen que la cifra total de F.2B en servicio fue de 28 unidades.

 Australia
- Cuerpo Aéreo Australiano: operó el Bristol Fighter de 1917 a 1918.

 Bélgica
- Fuerza Aérea Belga

 Canadá
- Real Fuerza Aérea Canadiense

 Reino de España
- Aeronáutica Militar (AME)

 Grecia
- Fuerza Aérea Helénica

 Honduras
- Un F.2B fue comprado a mediados de 1920 por el gobierno de Rafael López Gutiérrez, siendo el primer aparato militar hondureño. El piloto fue un veterano de la Primera Guerra Mundial, de nombre Dean Lamb.[8]

 Irlanda
- Cuerpo Aéreo Irlandés

 México
 Noruega
 Nueva Zelanda
- Fuerza Aérea Permanente de Nueva Zelanda: operó siete Bristol F.2B Fighter de 1919 a 1936. Durante sus 16 años de servicio con la NZPAF, fue utilizado en operaciones conjuntas con el ejército, usado también como aeronave de reconocimiento aéreo y de entrenamiento avanzado.

 Perú
 Polonia
- Fuerza Aérea Polaca: operó 107 Bristol F.2B Fighter entre 1920-1932.

 Reino Unido
- Real Cuerpo Aéreo/Real Fuerza Aérea

 Suecia

## Supervivientes
Existían tres aeronaves Bristol Fighter capaces de volar aún en 2007, y muchas réplicas. La Shuttleworth Collection contiene un F.2B Fighter capaz de volar, cuya matrícula es D8096, que todavía ofrece exhibiciones aéreas en el verano inglés. El Canada Aviation Museum posee un segundo modelo identificado como D7889, mientras que el director neozelandés Peter Jackson posee su propio avión D8040, que vuela desde el Omaka Aviation Heritage Centre, que también mantiene un segundo avión con fuselaje original. Aeronaves substancialmente originales son mostradas en forma estática en el Museo de la RAF (Hendon), el Imperial War Museum (Duxford), el Museo del Aire (Madrid, España), el VAF (Old Kingsbury, Texas) y en el Brussels Aviation Museum (Bélgica).

## Especificaciones (F2.B)

### Características generales
- Tripulación: Dos (piloto y observador/artillero)
- Longitud: 7,9 m (25,8 ft)
- Envergadura: 12 m (39,2 ft)
- Altura: 3 m (9,7 ft)
- Superficie alar: 37,6 m² (404,9 ft²)
- Peso vacío: 975 kg (2148,9 lb)
- Peso máximo al despegue: 1474 kg (3248,7 lb) (despegue)
- Planta motriz: 1× motor lineal motor V12 refrigerado por líquido Rolls-Royce Falcon III.
  - Potencia: 205 kW (283 HP; 279 CV)
- Hélices: Bipala de paso fijo

### Rendimiento
- Velocidad máxima operativa (Vno): 198 km/h (123 MPH; 107 kt) a 1500 m de altitud
- Radio de acción: 593 m (1946 ft)
- Techo de vuelo: 5500 m (18 045 ft)
- Régimen de ascenso: 4,5 m/s (886 ft/min)

### Armamento
- Ametralladoras: 

  - 1x Vickers de 7,7 mm de fugo frontal fija en la parte superior del fuselaje
  - 1x o 2x Lewis de 7,7 mm móvil en la cabina del copiloto
- Bombas: 110 kg

## Aeronaves relacionadas

### Desarrollos relacionados
- AME VI
- Bristol M.R.1
- Bristol Tourer

### Aeronaves similares
- Packard-Le Père LUSAC-11

### Secuencias de designación
- Secuencia Numérica (interna de Bristol): ← 6 - 7 - 8 - 9 - 10 - 11 - 12 -13 - 14 - 15 - 16 - 17 - 18 - 20 - 21 - 22 - 23 - 24 - 25 -- 92 - 93 - 95 - 96 - 99 - 101 - 105 →
- Secuencia Ö _ (Entrenadores Avanzados suecos, 1926-actualidad): ← Ö 3 - Ö 4 - Ö 5 - Ö 6 - Ö 7 - Ö 8 - Ö 9